# SpaceX CRS-5
SpaceX CRS-5, també conegut com a SpX-5, és una missió espacial de subministraments a la International Space Station, contractada a la NASA, va ser llançada el 10 de gener de 2015. És el setè vol del Dragon SpaceX no tripulada.
El llançament estava previst per al 19 desembre 2014 des de SLC-40 (Space Launch Complex 40) de l'Estació de la Força Aèria de Cap Canaveral, amb acoblament amb l'Estació Espacial Internacional prevista per a dos dies després. El llançament es va ajornar al 6 gener 2015, a causa dels problemes trobats durant les proves d'encesa estàtica a la rampa Cap Canaveral realitzada el 16 de desembre, però poc abans de la posada en marxa es va produir un problema amb dos accionadors d'empenta de la segona etapa i després el llançament va ser posposat de nou 9 i 10 de gener de 2015. igual que en altres missions, la càpsula lliurarà subministraments als astronautes i els experiments científics en nom de la NASA.
Serà la primera vegada que SpaceX intentarà l'aterratge de la primera etapa del portador Falcon 9, que es proporciona en una plataforma flotant en l'Oceà Atlàntic. Això es farà des d'una plataforma petroliera condicionat per l'aterratge de la primera etapa de l'empresa llançadora.